# Ваилате
Ваилате (итал. Vailate) је насеље у Италији у округу Кремона, региону Ломбардија.
Према процени из 2011. у насељу је живело 4357 становника. Насеље се налази на надморској висини од 107 м.

## Становништво
| 1931. | 1936. | 1951. | 1961. | 1971. | 1981. | 1991. | 2001. | 2011. |
| ----- | ----- | ----- | ----- | ----- | ----- | ----- | ----- | ----- |
| 3.407 | 2.988 | 3.173 | 3.050 | 3.131 | 3.217 | 3.489 | 3.973 | 4.460 |